# Edward Schillebeeckx
Edward Cornelis Florentius Alfonsus Schillebeeckx O.P. (Amberes, 12 de noviembre de 1914 - Nimega, 23 de diciembre de 2009) fue un polémico y heterodoxo teólogo dominico belga. Es quizá el teólogo neo-modernista de mayor influjo en la segunda mitad del siglo XX.

## Biografía
En 1934 ingresa en la orden de los dominicos y es doctor en teología en 1951. Durante su dilatada vida ejerce en la Universidad de Lovaina y posteriormente en 1956 en la Universidad Católica de Nimega, donde es nombrado profesor titular.
Destaca como teólogo asesor del episcopado neerlandés durante la celebración del Concilio Vaticano II. Y hasta la fecha de su muerte, consultor del episcopado neerlandés.
Fue junto a A. van den Boogaard, P. Brand, Yves Congar, Hans Küng, Johann Baptist Metz y Karl Rahner cofundador de la revista Concilium, una de las más destacadas en teología modernista. 
En 1966 sería uno de los principales inspiradores del Catecismo holandés. 
Dentro de lo que podemos llamar el debate teológico, Schillebeeckx fue un gran especialista en los campos que van desde la teología de la muerte de Dios, promovida y divulgada principalmente por el anglicano John A. T. Robinson (1919-1983) a propósito de su libro Honesto para con Dios (Honest to God), hasta la denominada teología política, pasando por profundas y reflexivas aportaciones en el campo de la hermenéutica y la historia de la Iglesia.
En el año 1968 tiene el primer enfrentamiento con la ortodoxia de la Congregación para la Doctrina de la Fe.
En 1974 publica aparentemente con todas las bendiciones su obra "Jesús, historia de un viviente". Pero dos años después, en 1976, es acusado de hasta nueve herejías, en un amplio abanico, que va desde la infalibilidad del Papa, la divinidad de Jesús o el concepto de la concepción virginal de Jesús. Schillebeeckx respondió con un dosier de unos treinta folios, así como un libro escrito en alemán, algo que tampoco lograría convencer al tribunal, que en marzo de 1981 le convocará a un enfrentamiento con un tribunal en Roma. Tras negarse a aportar nuevas clarificaciones, convoca una rueda de prensa en la que ejerce una dura crítica contra los contundentes métodos usados por el tribunal de la Santa Sede, y que llegará a identificar con la propia inquisición de la Congregación para la Doctrina de la Fe, así como el estilo del entonces Papa, Juan Pablo II.
En 1981 se le concede el Premio Erasmus en Holanda, donde se dice en una nota difundida por la propia Fundación Erasmus que sus trabajos vienen a confirmar los valores clásicos de la cultura europea, al tiempo que contribuyen al examen crítico de esta cultura.[cita requerida]

## Obras
Algunos títulos de su obra escrita son:
- María: Ayer hoy y mañana (con Catharina Halkes) de Ediciones Sígueme, 2000. ISBN 84-301-1407-6
- Soy un teólogo feliz: entrevista con Francesco Strazzari, Edward Schillebeeckx, Francesco Strazzari Madrid: Sociedad de Educación Atenas, 1994. ISBN 84-7020-353-3
- Los hombres relato de Dios. Ediciones Sígueme, 1994. ISBN 84-301-1243-X
- Jesús en nuestra cultura: mística, ética y política. Ediciones Sígueme, 1987. ISBN 84-301-1038-0
- El ministerio eclesial: responsables en la comunidad cristiana con J.M.Díaz Edicc.Cristiandad, 1983. ISBN 84-7057-339-X
- Cristo y los cristianos: gracia y liberación con Alfonso de la Fuente Adánez, A. Aramayona edic. Cristiandad, 1983. ISBN 84-7057-327-6
- En torno al problema de Jesús: claves de una cristología con Emilio Palacios. Edic. Cristiandad, 1983. ISBN 84-7057-330-6
- Jesús, la historia de un viviente. Edic. Cristiandad, 1981. ISBN 84-7057-296-2